# Latent semantisk analys
Latent semantisk analys (eng. Latent Semantic Analysis, LSA), även kallat latent semantisk indexering, (eng. Latent Semantic Indexing, LSI), är en indexeringsmetod inom språkteknologi som beskriver relationen mellan termer (ord) och dokument i en korpus. Metoden placerar alla dokument i ett högdimensionellt vektorrum så att konceptuellt besläktade dokument även är närliggande i vektorrummet. Ett av metodens främsta mål är att kunna hämta ut alla relevanta dokument vid en sökning, även de som inte innehåller just de termer som användes i sökfrasen.